# Kramberger
Kramberger je 113. najbolj pogost priimek v Sloveniji, ki ga je po podatkih Statističnega urada Republike Slovenije na dan 31. decembra 2007 uporabljalo 1238 oseb.

## Znani nosilci priimka
- Anja Hellmuth Kramberger (*1978), nemško-slovensko-avastrijska arheologinja
- Anton (Tone) Kramberger (1954 - 2025), sociolog, strok. za zaposlovanje, metodolog, prof. FDV
- Bine Kramberger, ilustrator?/arheolog
- Boris Kramberger, glasbenik
- Branko Kramberger (*1960), agronom, prof. FKBV UM
- Davorin Kramberger, glasbenik, skladatelj?
- Darja Kramberger (*1932), bibliotekarka (direktorica Mariborske knjižnice), urednica revije Otrok in knjiga
- Dragutin Gorjanović-Kramberger (1856 - 1936), hrvaški geolog, arheolog, paleontolog, paleozoolog in univerzitetni profesor
- Dušan Kramberger (*1948), arhitekt, konservator; predavatelj: arheolog (gradovi)
- Erik Kramberger, glasbenik
- Franc Kramberger (*1936), teolog, mariborski nadškof in metropolit
- Gregor Kramberger (*1971), fizik
- Igor Kramberger (*1955), literarni komparativist, sociolog, publicist
- Ivan Kramberger (tudi Dobrotnik iz Negove) (1936 - 1992), slovenski izumitelj, dobrotnik in politik
- Ivan Kramberger, ml. (tudi "Naj prostovoljec" ), policist, gasilec in prostovoljec
- Iztok Kramberger, elektrotehnik (UM), razvijalec "lunarnega pajka"
- Jaka Kramberger, ilustrator/risar, filmski animator, glasbenik...
- Janez Kramberger (*1950), avtor dokumentarnih filmov
- Janez Kramberger (*1961), veterinar, politik (poslanec, župan)
- Jože Kramberger, igralec
- Jože Kramberger (*1945), slikar samouk
- Jožef Kramberger (1946 - 2007), frančiškan minorit
- Kristina Kramberger Gornik, medicinska patologinja
- Ludvik Kramberger (1917 - 2009), zdravnik pediater in zdravstveni organizator
- Majda Kramberger, oblikovalka tekstilij in oblačil
- Marija Krisper Kramberger (*1946), pravnica, vrhovna in ustavna sodnica
- Marijan Kramberger (1938 - 2015), literarni zgodovinar, esejist, pesnik, pisatelj, publicist, urednik
- Nataša Kramberger (*1983), pesnica, pisateljica in novinarka
- Petra Kramberger (*1978), germanistka, literarna zgodovinarka
- Robert (Robi) Kramberger, boksar
- Taja Kramberger (*1970), zgodovinska antropologinja, pesnica in prevajalka
- Urška Kramberger (*1993), pesnica